# M. Caillat
M. Caillat war ein französischer Hersteller von Automobilen.

## Unternehmensgeschichte
Das Unternehmen aus Le Pré-Saint-Gervais begann 1921 oder 1923 mit der Produktion von Automobilen. Der Markenname lautete Bergé. 1923 endete die Produktion.

## Fahrzeuge
Im Angebot standen die Modelle 7/10 CV und 10/12 CV mit Vierzylindermotoren von Fivet sowie der 12 CV mit einem Vierzylindermotor von Janvier. Eine Quelle nennt zusätzlich Einbaumotoren von Établissements Ballot. Die offenen Karosserien der Fahrzeuge boten wahlweise Platz für zwei, drei oder vier Personen.